# Fahrradgepäckträger

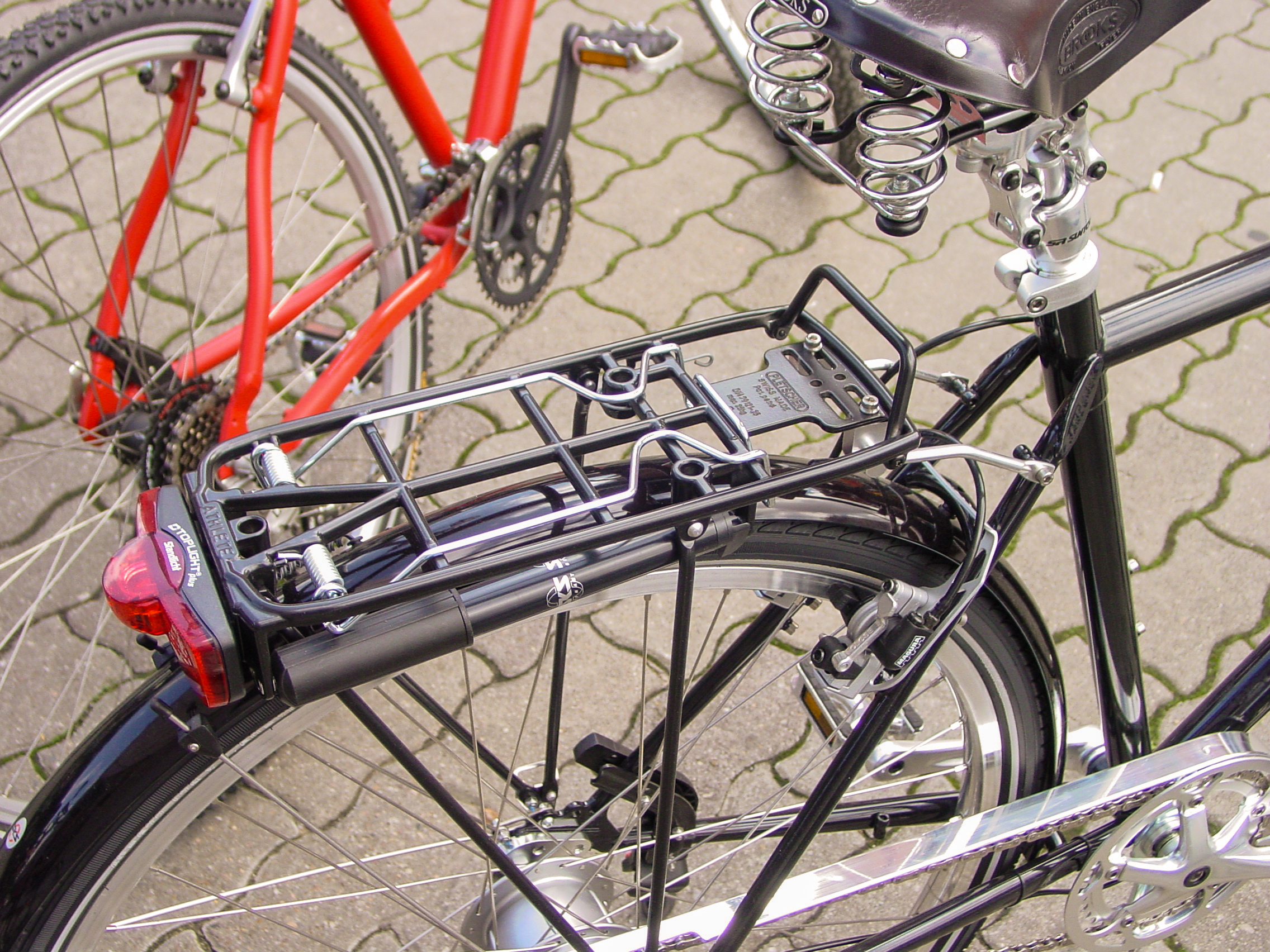
Hinterradgepäckträger mit Aufnahme für Kindersitz System Pletscher Easy Fix

Ein Fahrradgepäckträger ist eine Vorrichtung zum Transport von Lasten auf Fahrrädern. Er wird entweder über dem Hinterrad des Fahrrads montiert, dann wird er Hinterradgepäckträger genannt, oder an der Vorderradgabel, dann nennt er sich Lowrider. Daneben existieren auch Vorderradgepäckträger über dem Vorderrad.

## Eigenschaften
Fahrradgepäckträger werden meist aus Draht oder Rohr gefertigt. Als Werkstoffe kommen Aluminium und Stahl zum Einsatz, in einigen Fällen auch Titanlegierungen. Hoch belastbare Gepäckträger bestehen in der Regel aus dünnwandigen Stahlrohren, die hohe Steifigkeit bei geringem Gewicht gewährleisten.
Gepäckträger sind auf eine maximal zulässige Traglast ausgelegt, die manchmal auf dem Träger eingeprägt ist. So sind typische Maximalgewichte am Hinterrad 25 kg, am Vorderrad 15 kg, am Lowrider je Seite 12 kg. Sogenannte Expeditionsträger am Hinterrad können sogar mitunter bis zu 40 kg belastet werden. Jedoch müssen auch die Ausfallenden des Rahmens und nicht zuletzt die Laufräder für die höhere Belastung zugelassen sein.
Gepäckträger bestehen meist aus einer Abstrebung, die das Gewicht der beförderten Last in den Rahmen einleitet, und der eigentlichen Vorrichtung zum Befestigen der Last. Bei Standardmodellen sind zur Sicherung des transportierten Gutes eine Federklappe oder Spanngummis an der Auflagefläche des Trägers vorhanden. Manche Gepäckträger haben integrierte Aufnahmen für Kindersitze oder spezielle Taschen- oder Koffersysteme.
Es gibt Modelle mit je Seite einer, zwei oder drei Streben zum Ausfallende. Ungeknickt nach unten verlaufende Streben tragen Lasten gut ab, eine durch Knick nach hinten ausladende Strebe oder ein Querbügel hält Packtaschen auf Abstand vom sich drehenden Rad. Für Stabilität gegen seitliches Schwingen – angeregt durch Wiegetritt, hohes Fahrttempo und Trittfrequenz – sorgt eine biegesteife breite oder formsteife Anlenkung im Bereich der Sattelstreben und insbesondere hinten ein Strebenpaar, das oben möglichst schmal zusammenläuft.

## Hinterradgepäckträger

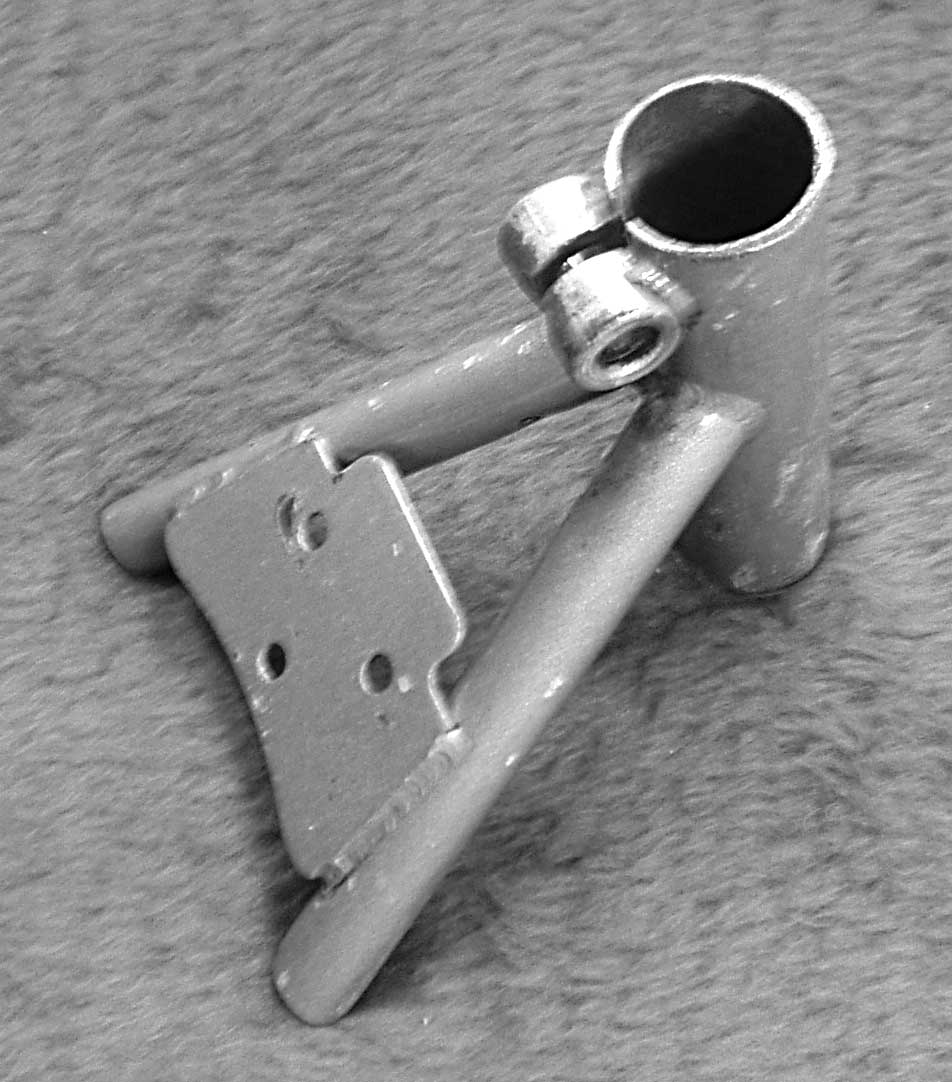
Pletscherplatte, obere zwei Bohrungen für Gepäckträger, untere für Bremsaufnahme und Schutzblech

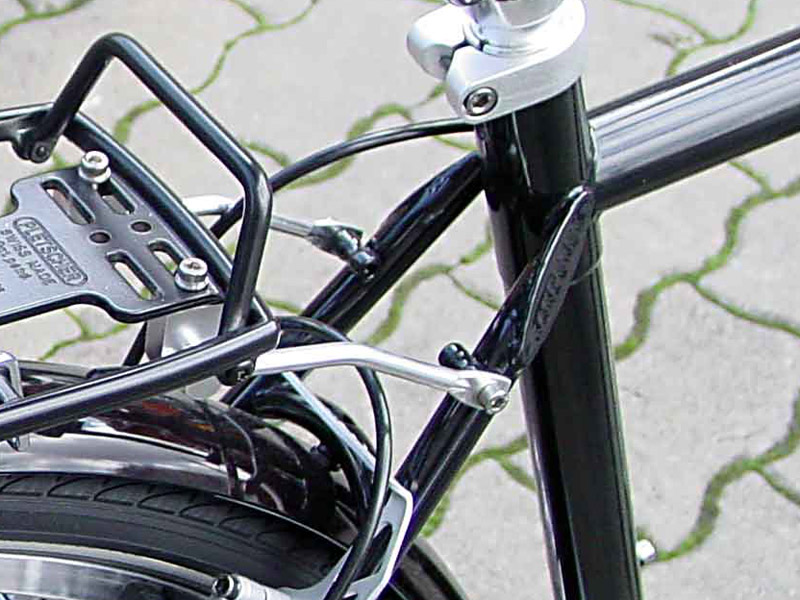
Detail der Montage mittels Gewindeösen an der Hinterbaustrebe

Bei vielen, oft einfacheren Hinterradgepäckträgern ist die Montage der oberen Befestigung an der sogenannten Pletscherplatte vorgesehen, die sich bei vielen Fahrrädern zwischen den Sitzstreben an deren oberem Ende befindet und auch zur Montage des Schutzbleches und klassischen Felgenbremskörpern dient. An Reise- und Trekkingrädern neuerer Bauart sowie Hardtail-Mountainbikes findet man die Pletscherplatte seltener, dort wird die Montage des Hinterradgepäckträgers über zwei beidseitig an den Sitzstreben angebrachte Gewindeösen realisiert, die über gelochte Halteschienen oder ähnliche Verbindungsteile mit dem Gepäckträger verschraubt werden.
An Fahrrädern mit gefedertem Hinterbau ist die nachträgliche Montage eines Gepäckträgers meist nur per Klemmschelle an der Sattelstütze möglich. Derartige Gepäckträger sind nur gering (meist zwischen 8 und 12 kg) belastbar. Wird eine Hinterradfederung zusammen mit einem höher belastbaren Gepäckträger benötigt, ist das bereits beim Kauf des Fahrrades zu berücksichtigen, dazu existieren spezielle Konstruktionen der Hersteller.
Die Montage des Gepäckträgers an Gewindeösen war schon früher, etwa an Diamant-Sporträdern der 1950er Jahre zu finden. Die Pletscherplatte wurde an Fahrrädern der DDR generell nicht verwendet, die Montage des Gepäckträgers erfolgte meist an einem Verbindungsrohr zwischen den Kettenstreben, oder er war an der Sattelaufnahme verschraubt (Gepäckträger in „Schwedenform“).
Ursprünglich war der Gepäckträger bei Fahrrädern ein Zubehörteil, folglich besaßen die Rahmen auch keine speziellen Gewindeösen dafür. Man befestigte ihn bei Bedarf mit einer einfachen Klemmverbindung an den Sitzstreben, und das untere Ende wurde direkt auf die Schraubachsen der Radnabe gesteckt. Diese Bauweise war noch bis in die 1950er Jahre an Tourenrädern üblich.

## Vorderradgepäckträger
Vorderradgepäckträger älterer Bauart, die die Last über dem Vorderrad tragen, werden ähnlich den Pletscher-Varianten an den Montagepunkten des Schutzbleches montiert. Heute weiter verbreitet sind sogenannte Lowrider-Gepäckträger, die tiefer beiderseits der Gabelholme montiert werden. Größere Gepäckträger sind dagegen oft rahmenfest montiert und folgen damit der Lenkbewegung nicht mit, wie z. B. bei Postfahrrädern.

## Richtiges Beladen
Werden Packtaschen verwendet, sollten diese so beladen sein, dass große Gewichte möglichst weit unten platziert werden. Das ist besonders bei der Belastung der Gepäckträger am Vorderrad wichtig. Leichte Lasten wie Isomatten können am Vorderträger gefahrlos oben befestigt werden.

## Systeme
Gepäckträger können neben der herkömmlichen Federklappe oder von Gummizügen zur Befestigung des Gepäcks zusätzlich mit verschiedenen Systemen ausgestattet sein, um Körbe, Taschen, Hartschalenbehälter ähnlich einem Topcase oder Kindersitze werkzeugfrei anzubringen.

### I-Rack & I-Rack II / Carry More

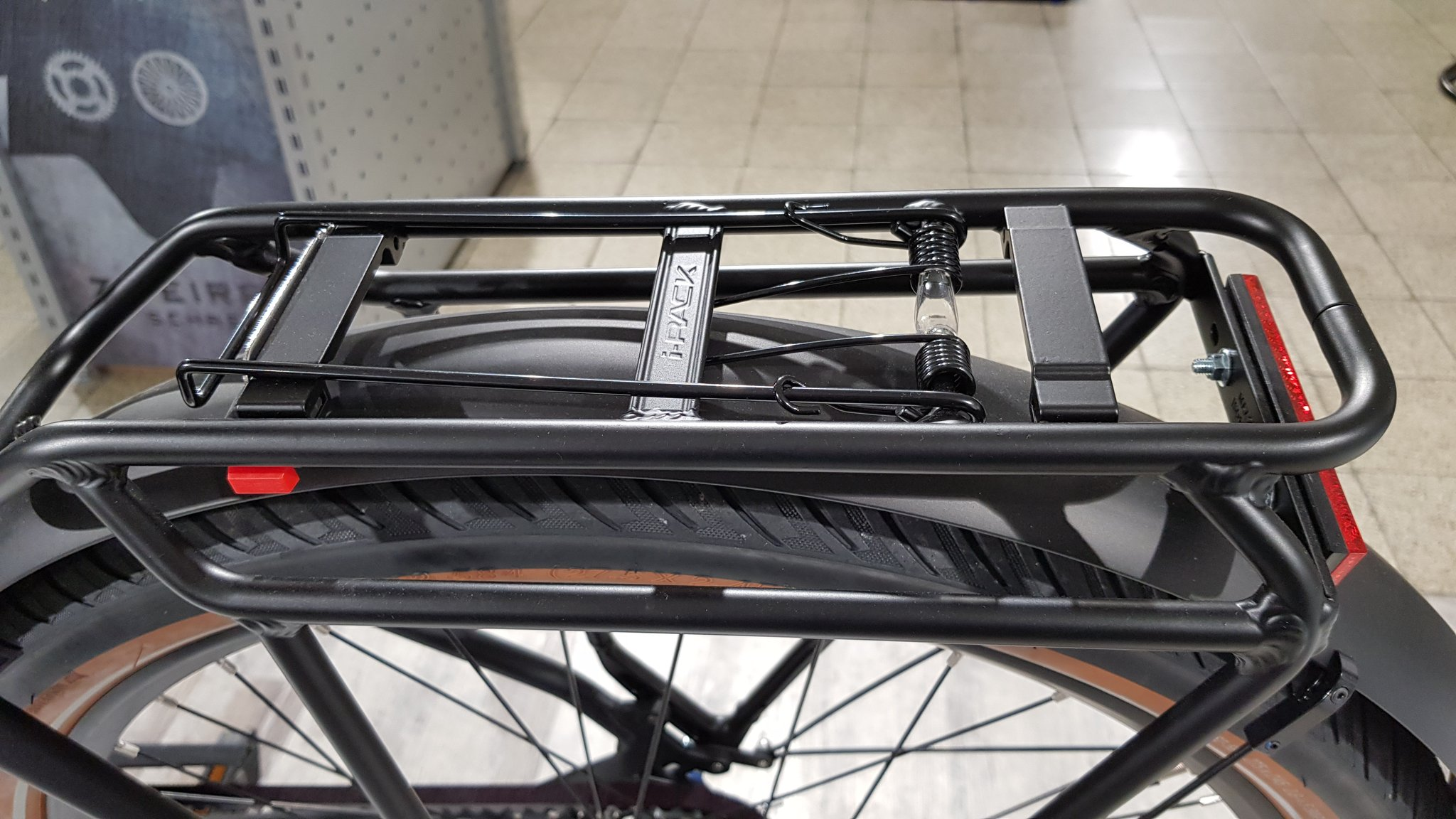
Gepäckträger mit I-Rack-II-System

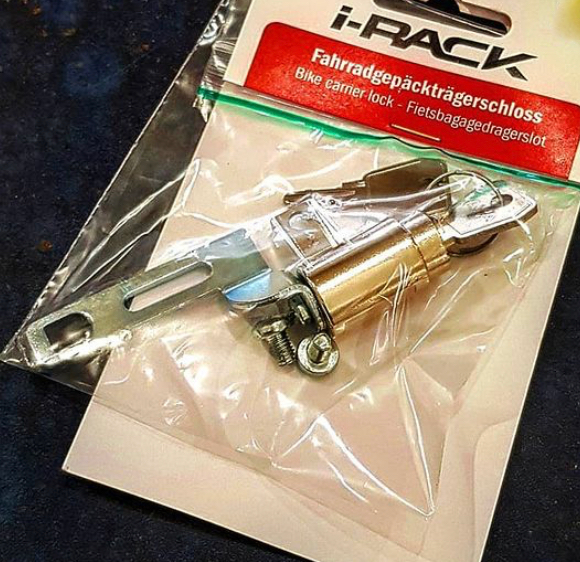
Schloss für das I-Rack-System

Das I-Rack-System befindet sich meist standardmäßig an Rädern, die über die Zweirad-Einkaufs-Genossenschaft  (ZEG) vertrieben werden. Dies sind Marken wie BULLS oder Pegasus. Erkennbar ist das System an dem eingravierten Wort I-Rack und an dem meist roten Knopf, der seitlich herausragt, um den Korb wieder vom Träger zu lösen. Die Körbe sind mit einer Adapterplatte versehen, die auch separat erhältlich ist. Außerdem bietet das System die Option, den Knopf durch ein Schloss auszutauschen.
2019 wurde I-Rack durch I-Rack II abgelöst. I-Rack ist offiziell kompatibel mit I-Rack II.  Die Platte und Gepäckträgeraufnahme hat sich bei I-Rack II geändert. Statt 4 herausstehenden Erfassungen besteht die Platte nun aus 2 weiten Plastikschlitzen. I-Rack II ist nicht abwärtskompatibel mit I-Rack, dafür muss ein Umrüstkit zusätzlich gekauft werden. Es kann bei einigen I-Rack-Platten zu Kompatibilitätsproblemen kommen, so dass ein wenig von den Platten abgefeilt oder erhöhte Kraft aufgewendet werden muss. Optional gibt es seit 2020 Umrüstkits im Fachhandel zu kaufen. XLC-I-Rack-Platten sind nicht kompatibel. Das System wird auch unter dem Namen "Carry More" an Rädern außerhalb der ZEG vermarktet.

### Racktime

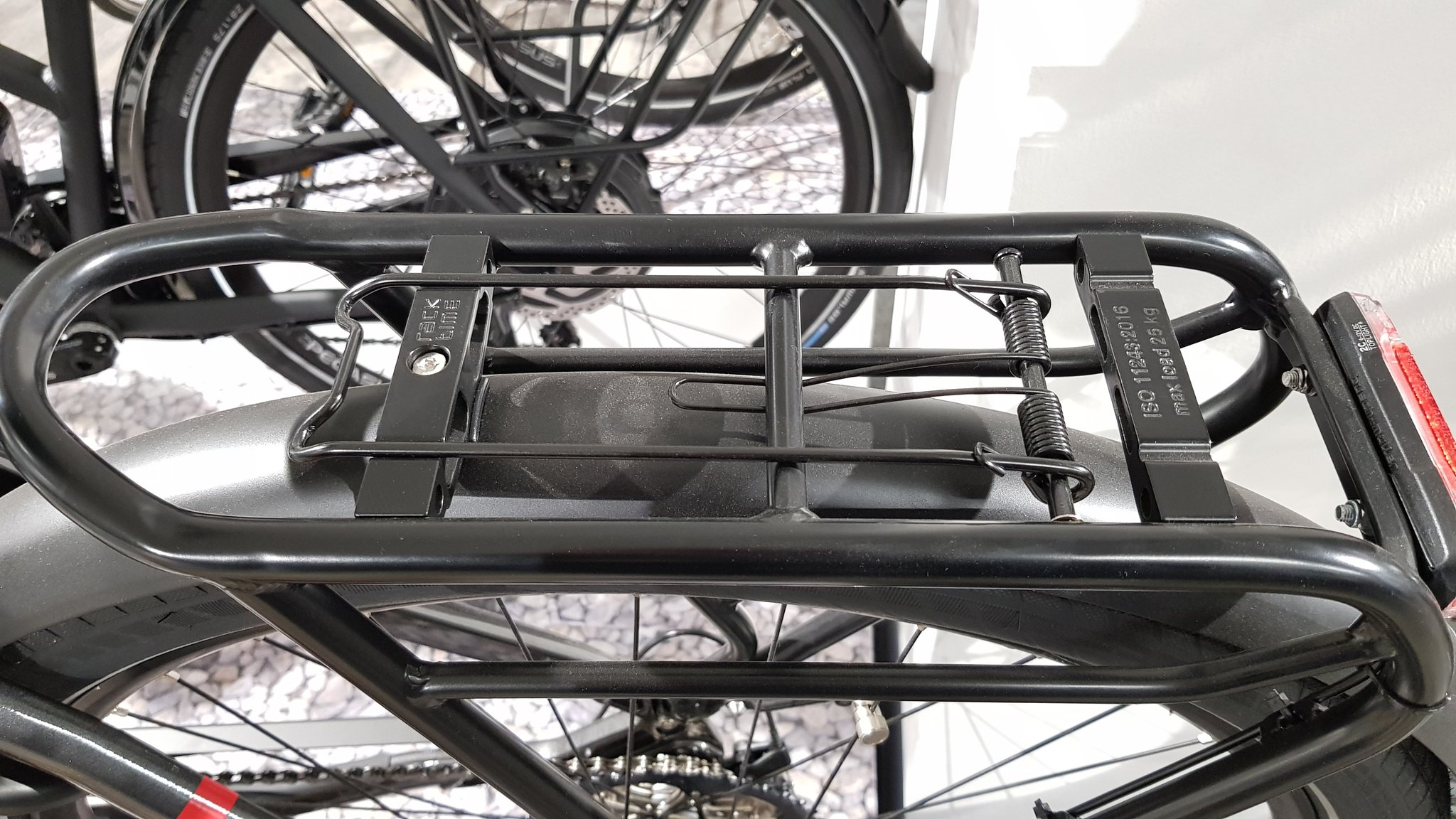
Gepäckträger mit Racktime-System

Das System Racktime ist unter anderem an Rädern von KTM, Kalkhoff, Puky und Rixe verbaut.

#### Racktime Snapit
Der Gepäckträger ist gekennzeichnet durch vier horizontale Löcher, welche vier entsprechende Zapfen des Adapters aufnehmen. Der Adapter ist fest mit der Tasche oder dem Korb verbunden. Wenn der Adapter nach vorne geschoben wird, greifen seine Zapfen in die Löcher des Gepäckträgers. In der Endposition rastet eine Raste ein; dies verhindert ein unbeabsichtigtes Lösen der Systemverbindung. Zum Entnehmen des Adapters wird die Raste von Hand entriegelt.
Seit 2012 gibt es Racktime-Gepäckträger in verschiedenen Breiten, welche entweder einen schmalen oder einen breiten Lochabstand haben. Jeder Adapter passt auf jeden Gepäckträger, da der Zapfenabstand des Adapters zwischen dem schmalen und breiten Abstand verstellbar ist. Meist ist dafür ein Werkzeug, beispielsweise ein Maulschlüssel, hilfreich.

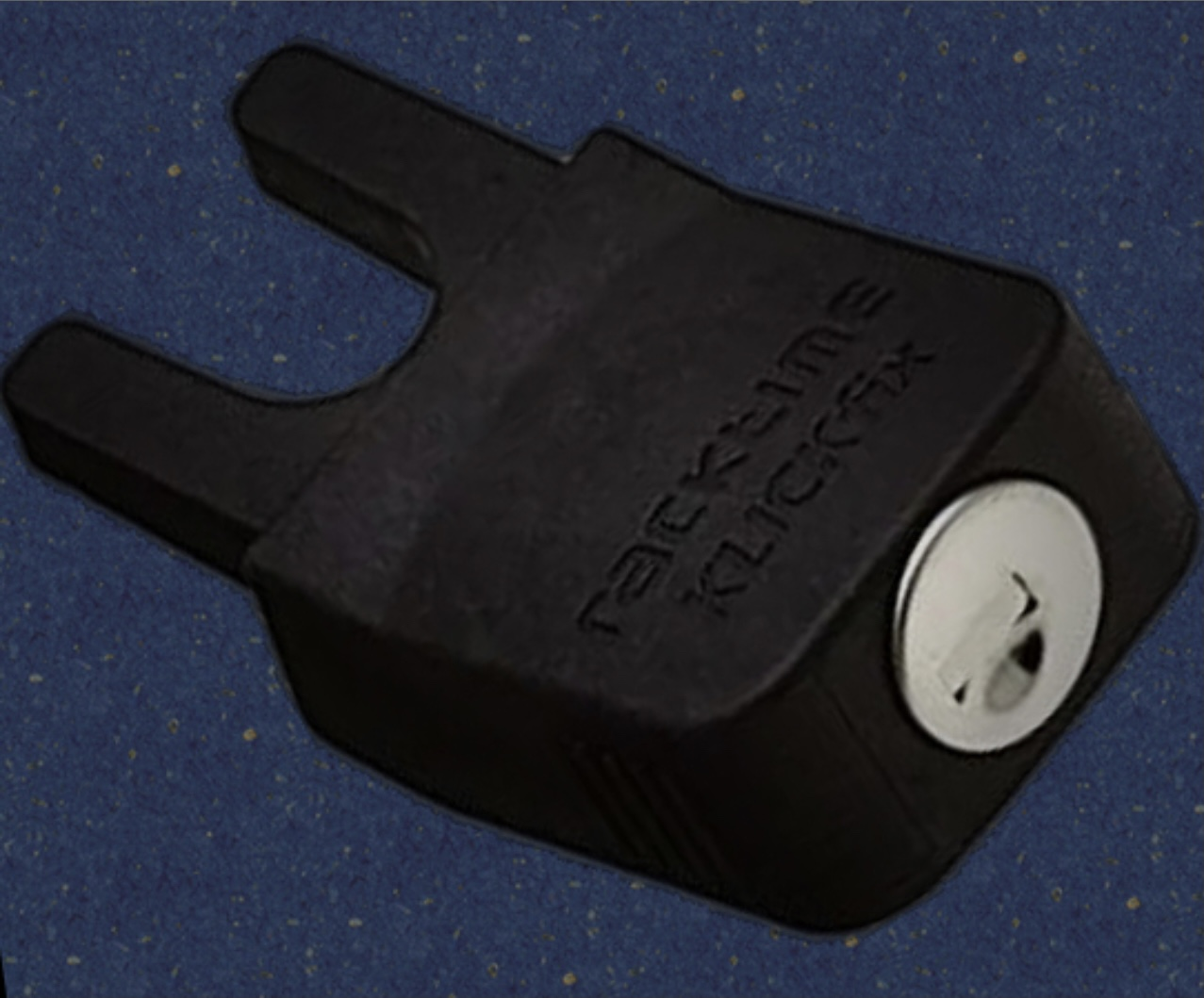
Racktime-Secure-It-Schloss

Für das Racktime-System ist eine abschließbare Kappe (Secure-It) erhältlich, welche das unbefugte Lösen der Raste verhindert.

#### Racktime Snapit 2.0
Seit 2021 ist die neue Systemgeneration „Snapit 2.0“ erhältlich.
Zwei Zylinder ersetzen die vier Löcher des Gepäckträgers, und zwei U-förmige Vorrichtungen ersetzen die vier Zapfen des Adapters. Die U-förmigen Vorrichtungen greifen um die Zylinder.
Für Snapit 2.0 werden Systemadapter entweder mit oder ohne integriertes Schloss angeboten, eine nachrüstbare abschließbare Kappe für die Raste gibt es nicht mehr.
Snapit und Snapit 2.0 sind nicht untereinander kompatibel. Bei Körben und Taschen müssen also die Systemadapter getauscht werden. Jedoch sind Gepäckträger erhältlich, die sowohl mit Löchern als auch mit Zylindern ausgerüstet sind und damit beide Systemgenerationen unterstützen.

### Pletscher Easy Fix
Jeder Gepäckträger der Firma Pletscher AG besitzt eine Aufnahme für das Easy-Fix-System. Diese Aufnahme besteht aus einem Dreipunkt-System mit zwei Haltezapfen vorne und einem hinten. Die linke vordere Aufnahme besitzt eine Federverriegelung, die in eine Nut des Haltezapfens einrastet und die Gegenplatte fest in Position hält. Zudem kann die Ladung mit Splinten gesichert werden. Die Aufnahme ist auch zur Verwendung von Römer-Kindersitzen mit entsprechendem Adapter geeignet. Unter anderem waren E-Bikes der ersten Generationen von Kalkhoff damit ausgerüstet.

### Weitere Systeme
- Topeak Beam Rack
- Klickfix GTA (nachrüstbar)
- MIK (nachrüstbar)
- AVS (nachrüstbar)
- Monkeyload